# جیمز واتسون
جیمز دیویی واتسون (به انگلیسی: James Dewey Watson) (زادهٔ ۶ آوریل ۱۹۲۸ میلادی در شیکاگو، ایلینوی) زیست‌شناس مولکولی، زیست‌فیزیک‌دان، جانورشناس و متخصص علم ژنتیک آمریکایی و برنده جایزه نوبل فیزیولوژی و پزشکی سال ۱۹۶۲ است.
او به همراه فرانسیس کریک و موریس ویلکینز و روزالیند فرانکلین نقشی مهم در کشف ساختار مولکولی دی‌ان‌ای بازی کرد. ماده‌ای که اساس انتقال موروثی و اطلاعات ژنتیکی در جانداران به نسل‌های بعدی به‌شمار می‌رود. واتسون جایزه نوبل فیزیولوژی و پزشکی را در سال ۱۹۶۲ میلادی به همراه دو دانشمند دیگر (کریک و ویلکینز) دریافت کرد.
او در سن ۱۵ سالگی وارد دانشگاه شیکاگو شد.

## فروش جایزه نوبل
جیمز واتسون جایزه نوبل خود را که در سال ۱۹۶۲ به همراه فرانسیس کریک به خاطر کشف ساختار دی‌ان‌ای دریافت کرده بود را با قیمت پایه دو و نیم میلیون دلار در یک حراجی به فروش گذاشت، گفته می‌شود این تصمیم با کاهش درآمد واتسون پس از سخنان نژادپرستانه او در سال ۲۰۰۷، ارتباط دارد.

## فعالیت سیاسی
واتسون در دورهٔ فعالیت خود به عنوان استاد در هاروارد در اعتراضات سیاسی گوناگونی شرکت کرد.
- جنگ ویتنام: در کنار ۱۲ عضو هیئت علمی دانشکده زیست‌شناسی بیوشیمیایی و مولکولی از جمله یک برنده دیگر نوبل قطعنامه‌ای برای بازگردانی فوری نیروهای ایالات متحده از ویتنام را صادر کرد.[۹]
- گسترش سلاح هسته‌ای و محیط زیست گرایی: او در ۱۹۷۵ و در سی‌اُمین سالگرد بمباران اتمی هیروشیما همراه بیش از ۲۰۰۰ دانشمند و مهندس، علیه گسترش سلاح هسته‌ای بخاطر عدم وجود راه‌حلی نهایی برای دفع زباله‌های هسته‌ای و نیز ناکافی بودن پروسه‌های امنیتی علیه سرقت تروریستی پلوتونیوم تولیدشده و پیامد آن به خطر افتادن آزادی آمریکایی و امنیت بین‌المللی، به رئیس‌جمهور فورد نامه نوشتند.[۱۰]
- واتسون در سال ۲۰۰۷ گفته: «به مخالفی برای جناح چپ تبدیل شدم زیرا آن‌ها ژنتیک را دوست ندارند، زیرا ژنتیک تأیید می‌کند که گاهی در زندگی ما شکست می‌خوریم چون ژن‌های بدی داریم. آن‌ها می‌خواهند دلیل همه شکست‌ها در زندگی را ناشی از سیستمی شیطانی قلمداد کنند»[۱۱]

## نظرات در مورد تفاوت نژادی
واتسون در سال ۲۰۰۷ در مصاحبه‌ای با روزنامه تایمز گفت: «ذاتاً نسبت به آینده آفریقا بدبین‌ام» زیرا «تمام سیاست‌های اجتماعی ما بر اساس این واقعیت بنا شده‌است که هوش آفریقایی‌ها هم سطح ماست در حالی که تمام تست‌ها نشان می‌دهد که واقعاً اینطور نیست.» او با اشاره به اینکه امیدوار بوده‌است که همه برابر باشند گفته بود افرادی که با کارکنان سیاهپوست کار می‌کنند فهمیده‌اند که این فکر نادرست است. دیدگاه‌ها و نظرات واتسون توجه و انتقادهایی بیشتر در انگلستان به خود جلب کرد. واتسون عنوان نموده که هدف او برای ترویج دانش است و نه نژادپرستی، اما برخی از آمفی‌تئاترهای انگلستان حضور وی را لغو نمودند و او در ادامه مجبور به لغو بقیه تور علمی خود شد.
در سال ۲۰۱۹ واتسون در فیلم مستند «استادان آمریکایی: رمزگشایی از واتسون» گفت: ژن‌ها باعث تفاوت در میزان هوش سیاه‌پوستان و سفیدپوستان می‌شود و متوسط آی‌کیوی سیاهان و سفیدها با هم متفاوت است. به دنبال اظهارات نژادپرستانه وی در این مستند «لابراتوار کولد اسپرینگ هاربر» در آمریکا که برای سال‌ها ریاست آن بر عهده جیمز واتسون بوده‌است، در بیانیه‌ای علاوه بر قابل سرزنش دانستن اظهارات واتسون، اعلام کرد که این دانشمند را به دلیل اظهارات بدون پشتوانه علمی و بی خردانه از عناوین افتخاری مانند شانسلر امریت و دیگر عناوین محروم می‌کند.